# 이하라 릿카
이하라 릿카(일본어: 伊原 六花 いはら りっか[*], 1999년 6월 2일 ~ )는 일본의 배우, 가수이다.